# Don Pancho Talero
Don Pancho Talero è un personaggio immaginario ideato nel 1922 da Arturo Lanteri e protagonista di una omonima serie a fumetti argentina. Rappresenta la prima serie a fumetti pubblicata in Argentina e ha avuto tre trasposizioni cinematografiche dirette dallo stesso autore.

## Storia editoriale
La serie venne ideata da Arturo Lanteri nel 1922 ed era una saga familiare ispirata alla striscia a fumetti americana Bringing Up Father di George McManus. La serie esordì nel 1922 sul giornale El Hogar dove venne pubblicato fino al 1944.

## Altri media
- Las aventuras de Pancho Talero (1929, diretto da Arturo Lanteri)
- Pancho Talero en la prehistoria (1930, diretto da Arturo Lanteri)
- Pancho Talero en Hollywood (1931, diretto da Arturo Lanteri)[7]